# Павлюк Богдан Мирославович
Богдан Мирославович Павлюк (нар. 24 квітня 1979) — український футболіст, що грав на позиції півзахисника та нападника. Відомий насамперед виступами у складі команди «Енергетик» з Бурштина, у складі якої зіграв понад 100 матчів у чемпіонаті та Кубку України.

## Клубна кар'єра
Богдан Павлюк розпочав виступи в професійних командах на початку 1998 року в складі команди другої української ліги «Тисмениця». У середині 1998 року він став гравцем іншої команди другої ліги «Енергетик» з Бурштина. У складі бурштинської команди Павлюк грав до 2003 року, зіграв у її складі 114 матчів у чемпіонаті та 8 матчів у Кубку України, а в сезоні 2002—2003 років став кращим бомбардиром команди та одним із найкращих бомбардирів другої ліги загалом, відзначившись 16 забитими м'ячами. У 2001 році нетривалий час знаходився в оренді в команді першої ліги «Прикарпаття» з Івано-Франківська, за яку зіграв 7 матчів чемпіонату.
На початку сезону 2003—2004 років Богдан Павлюк став гравцем іншої команди другої ліги «Поділля» з Хмельницького, а другу половину сезону провів у складі команди першої ліги «Нива» з Вінниці, за яку зіграв 7 матчів. У другій половині 2004 року Павлюк став гравцем відродженого клубу ПФК «Олександрія», який грав у другій лізі. На початку 2005 року футболіст повертається до складу бурштинського «Енергетика», проте зіграв у його складі лише 3 матчі, та покинув команду, після чого до кінця 2021 року грав у низці аматорських команд Івано-Франківської області.